# Michael Harnest
Michael Harnest (* 17. Juli 1965 in München; † 13. März 2016 in Abensberg) war ein deutscher Archäologe und Zeichner.

## Leben
Michael Harnest wurde als Sohn des Zeichners Joseph Harnest und dessen Ehefrau Gisela Harnest (geb. Nuß) in München geboren.
Sein Abitur machte er 1984 am Staatlichen Landschulheim in Marquartstein. Es folgte das Studium der vorderasiatischen Archäologie an der Ludwig-Maximilians-Universität München. Nach seinem Abschluss als M.A. 1993 arbeitete er 1994 bei verschiedenen Ausgrabungskampagnen auf dem Sirkeli Höyük in der Nähe von Adana in der Türkei unter der Leitung von Barthel Hrouda mit.
Unter Harnests Leitung wurde unter anderem die Grabung in der Burgruine in Kallmünz durchgeführt. Seine Arbeit war geprägt von einem starken Verständnis für die aus der Renaissance entsprungene, europäisch archäologische Zeichentradition. Er wirkte bis zu seinem Tod an verschiedenen Grabungen in Bayern mit.

## Schriften
- Der Hund im alten Mesopotamien – Eine Untersuchung zur Entwicklung und kulturellen Bedeutung von canis familiaris in der Geschichte Mesopotamiens. LMU München, 1993.
- Eine bronzezeitliche Hundebestattung auf dem Frauenberg bei Weltenburg. Stadt Kelheim, 1997.
- mit Peter Schauer: Der Schlossberg oberhalb Kallmünz, Oberpfalz. Vorbericht über die archäologischen Untersuchungsergebnisse 1999–2001. In: Beiträge zur Archäologie in der Oberpfalz und in Regensburg 5, S. 167–173.